# Wulpia mysi ogon
Wulpia mysi ogon (Vulpia myuros (L.) C.C.Gmel. lub Festuca myuros L.) – gatunek rośliny z rodziny wiechlinowatych (Poaceae), w zależności od ujęcia systematycznego zaliczany do rodzaju wulpia Vulpia lub kostrzewa Festuca (wyniki badań molekularnych wskazują na to, że gatunki z tradycyjnie wyróżnianego na podstawie paru kryteriów rodzaju Vulpia zagnieżdżone są w rodzaju Festuca).

## Zasięg geograficzny
Występuje dziko na kontynentach:
- północna Afryka: Algieria, Azory, Egipt, Libia, Madera, Maroko, Tunezja, Wyspy Kanaryjskie
- południowo-zachodnia Azja: Afganistan, Armenia, Azerbejdżan, Cypr, Gruzja, Indie, Iran, Irak, Izrael, Jordan, Kirgistan, Liban, Pakistan, Rosja (Kaukaz Północny, Dagestan), Syria, Turcja, Turkmenistan, Uzbekistan
- południowa Europa: Albania, Anglia, Austria, Belgia, Bułgaria, Czechy, Francja, Grecja, Hiszpania, Holandia, Irlandia, Niemcy, Polska, Portugalia, Rumunia, Słowacja, Szwajcaria, Ukraina, Węgry, Włochy, dawna Jugosławia

Ponadto gatunek rozprzestrzenił się w południowej Afryce, w Australii, Nowej Zelandii, Stanach Zjednoczonych, Meksyku, na południu Ameryki Południowej, w Melanezji i Polinezji. 
W Polsce rośnie w południowo-zachodniej części kraju.

## Morfologia

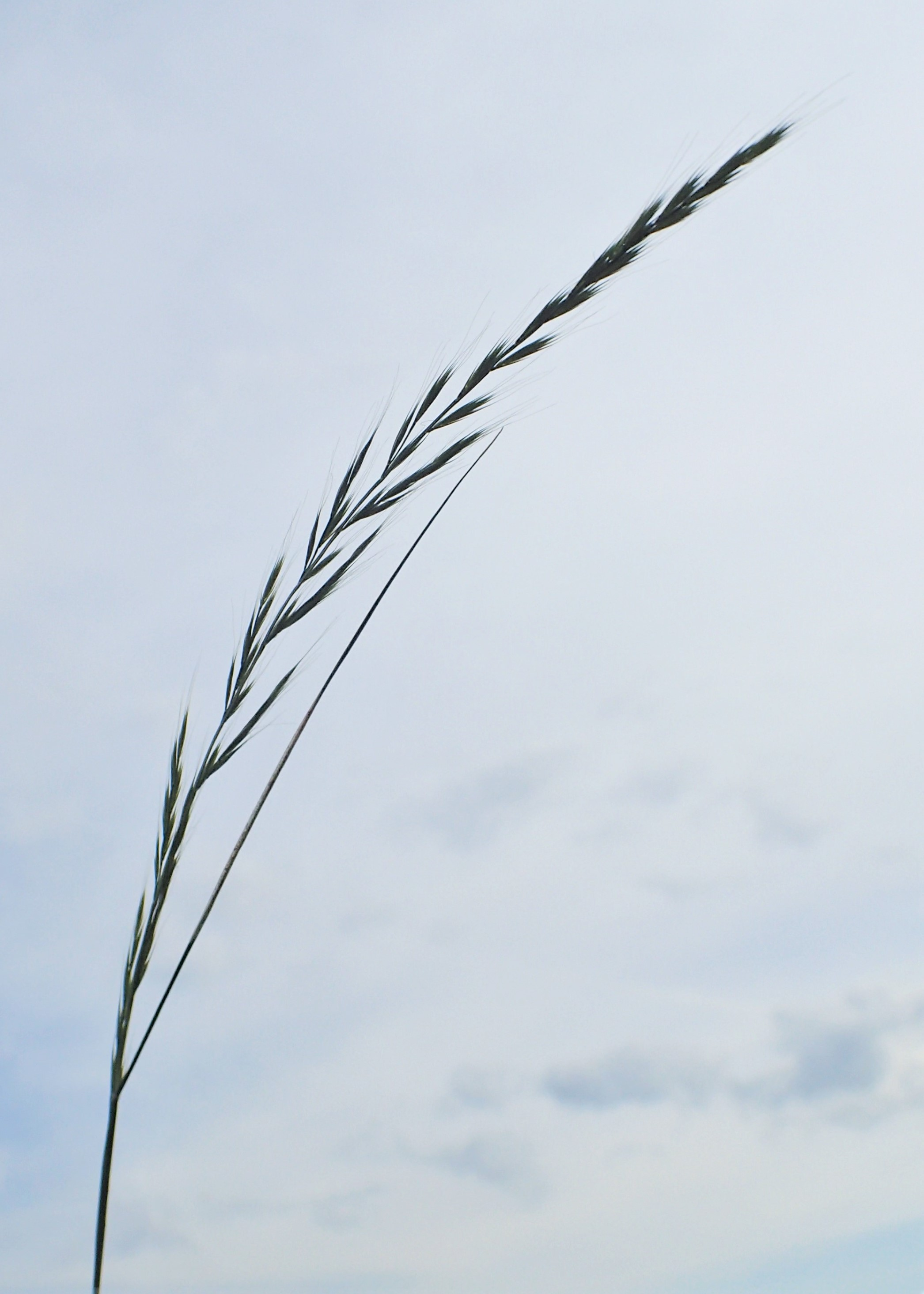
Kwiatostan

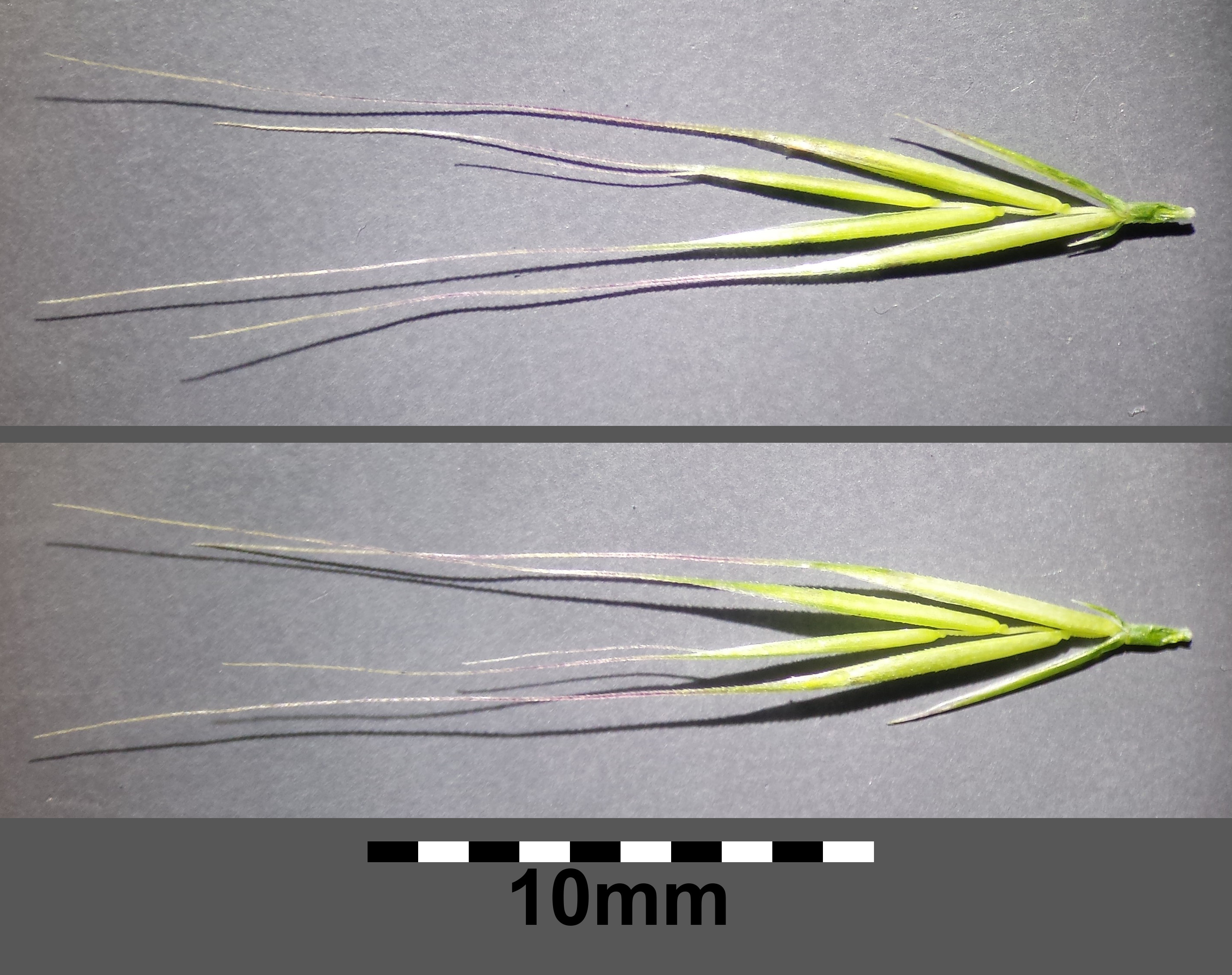
Kłoski

ŁodygaŹdźbło do 50 cm wysokości, całe ukryte w pochwach liściowych.
KwiatyZebrane w kłoski rozszerzające się ku górze po przekwitnieniu, te z kolei zebrane w ścieśnioną wiechę do 20 cm długości. Plewa górna długości 5 mm. Plewa dolna 2-3 razy krótsza od górnej. Plewka dolna oścista. Ość długości 10-15 mm. W każdym kwiecie znajduje się 1 pręcik. Znamię drobne, wzniesione.

## Biologia i ekologia
Roślina jednoroczna lub dwuletnia. Rośnie głównie na przydrożach. Kwitnie od maja do lipca. Gatunek charakterystyczny związku Vicio lathyroidis-Potentillion argenteae i zespołu Filagini-Vulpietum. Liczba chromosomów 2n = 42.

## Zagrożenia
Roślina umieszczona na Czerwonej liście roślin i grzybów Polski (2006) w grupie gatunków narażonych na wymarcie (kategoria zagrożenia: V). W wydaniu z 2016 roku otrzymała kategorię NT (bliski zagrożenia).